# 納拉·蘇賈納
納拉·蘇賈納（印尼語：Nara Sudjana，1950年—），是印尼已退役男子羽球運動員。他是伊耶·蘇米拉特的兄弟。

## 簡歷
納拉·蘇賈納職業生涯中最大的成功，是與謝全新一起贏得1971年亞洲羽球錦標賽男子雙打冠軍。在1973年非官方的單項世界冠軍賽全英羽球公開錦標賽中，他與謝全新一起打進了男子雙打的半決賽。